# Atahualpa Yupanqui
Atahualpa Yupanqui, pseudônimo de Héctor Roberto Chavero (Pergamino, Buenos Aires, 31 de janeiro de 1908 — Nimes, 23 de maio de 1992), foi um compositor, cantor, violonista e escritor argentino. É considerado um dos mais importantes divulgadores de música folclórica daquele país. Suas composições foram cantadas por reconhecidos intérpretes, como Mercedes Sosa, Alfredo Zitarrosa, Víctor Jara, Dércio Marques, Ángel Parra, Marie Laforêt e Elis Regina entre outros, continuando a fazer parte do repertório de vários artistas na Argentina e em diferentes partes do mundo.

## Biografia
Filho de pai quéchua e mãe basca, mudou-se ainda criança com a família para Agustín Roca, em cuja ferrovia seu pai trabalhava.
Com seis anos começou a ter aulas de violino e pouco tempo depois de violão com o concertista Bautista Almirón, viajando diariamente os 15 quilômetros que o separavam da casa do mestre.
Em 1917, sua família mudou-se para Tucumã.
Quando tinha 13 anos teve suas primeiras obras literárias publicadas no jornal da escola. Nessa época, começou a utilizar o nome "Atahualpa" em homenagem ao último soberano Inca. Alguns anos depois, agregou "Yupanqui" ao seu pseudonômio, em homenagem à Tupac Yupanqui, penúltimo governante inca.
Quando tinha 19 anos, compôs a canção: "Camino del Indio", que se tornou um hino da identidade indígena na Argentina. Fez uma viagem na qual percorreu a Província de Jujuy, a Bolívia e os Vales Calchaquies.
Em 1931 percorreu a Província de Entre Ríos, permanecendo por um tempo no Departamento de Tala. Passou por um tempo em Montevidéu, para depois percorrer o interior do país e o Sul do Brasil. Em 1934, regressou à Argentina para se estabelecer em Rosário na Província de Santa Fé. Em 1935, mudou-se para Raco, na Província de Tucumán. Passou uns meses em Buenos Aires, trabalhando em uma rádio. Percorreu a Província de Santiago del Estero, antes de, em 1936, retornar a Raco.
Depois, percorrer, muitas vezes em lombo de mulas, as Províncias de Catamarca, Salta e Jujuy; os Vales Calchaquies e o altiplano para melhor conhecer antigas culturas sul-americanas. Residiu por um tempo em Cochangasta, na Província de La Rioja. Em 1941, foi publicado seu primeiro livro de versos: "Piedra sola".
Em 1945, se filiou ao Partido Comunista da Argentina, junto com um grupo de intelectuais. Essa atitude resultou em represálias: proibiram sua atuação em teatros, rádios, bibliotecas e escolas, além de ter sido preso várias vezes.
Em 1947, publicou a novela "Cerro Bayo", que anos depois seria o roteiro do filme: "Horizontes de Piedra", com música e atuação como protagonista do próprio Yupanqui. Esse filme, dirigido por Román Viñoly Barreto, em 1956, foi premiado no Festival de Cinema de Karlovy Vary (Tchecoeslováquia).
Em 1949, fez uma viagem para a Europa para apresentara-se na Hungria, Tchecoeslováquia, Romênia, Bulgária e França. Em Paris, conheceu Paul Eluard e Edite Piaf; se apresentou no Teatro Ateneo e gravou o disco "Minero soy", pela gravadora "Chant du Monde", que obteve o prêmio de melhor disco estrangeiro de um Concurso Internacional de Folclore promovido pela Academia Charles Gross. Em 1953, retornou à Argentina e tornou publica seu desligamento do Partido Comunista da Argentina, que de fato ocorrera dois anos antes.
Entre 1963 e 1964, fez uma viagem na qual percorreu a Colômbia, o Japão, o Marrocos, o Egito, o Estado de Israel e a Itália. Em 1965, publicou o livro poético-autobiográfico: "El canto del Viento". Entre 1967 e 1968, fez uma viagem à Espanha e à França e partir de então voltou a residir em Paris.
Em 1986, foi condecorado como Cavaleiro da Ordem das Artes e das Letras na França. Em 1987, foi homenageado na Universidade de Tucumán. Em janeiro de 1990, participou do Festival de Cosquín. Após sua morte seus restos mortais foram enterrados em Cerro Colorado na Província de Córdoba.

## Canções mais conhecidas
Dentre suas canções mais populares, pode-se citar: "El arriero", "Trabajo, quiero trabajo" e "Los ejes de mi carreta".[carece de fontes?]
- Los Hermanos, gravada por Elis Regina em 1976.[3]
- Cachilo dormido
- Camino del indio
- Chacarera de las piedras
- El alazán
- El aromo
- El arriero
- Indiecito dormido
- La añera
- La pobrecita
- Las preguntitas
- Le tengo rabia al silencio
- Los ejes de mi carreta
- Luna Tucumana
- Milonga del peón de campo
- Piedra y camino
- Preguntitas sobre Dios
- Recuerdos del Portezuelo
- Sin caballo y en Montiel
- Tú que puedes vuélvete
- Viene clareando
- Zamba del grillo
- Nada mas

## Livros
- Piedra sola — 1942
- Aires indios — 1943
- Cerro Bayo — 1953
- Guitarra — 1960
- El canto del viento — 1965
- El payador perseguido — 1972
- Confesiones de un payador — 1984
- La palabra sagrada — 1989
- La Capataza — 1992

## Prêmios
- Em 1950, Academia Charles Cross;
- Em 1956, Festival de Cinema de Karlovy Vary (Tchecoslováquia);
- Em 1980, Prêmio "Tecno 80" no Festival de San Remo (Itália);
- Em 1983, Diploma de Honra do Conselho Interamericano de Música da OEA;
- Em 1986 e 1989, Academia Charles Cross por melhor disco extrangeiro.